# Mary Jo Tiampo
Mary Jo Tiampo-Oskarsson (* 1962) ist eine ehemalige US-amerikanische Freestyle-Skierin. Sie ging anfangs in allen Disziplinen an den Start, spezialisierte sich aber bald auf die Buckelpisten-Disziplin Moguls. In dieser Disziplin wurde sie 1986 erste Weltmeisterin, im Weltcup gewann sie zweimal die Disziplinenwertung sowie elf Einzelwettkämpfe.

## Biografie
Mary Jo Tiampo gab im Januar 1981 ihr Debüt im Freestyle-Skiing-Weltcup und startete anfangs in allen Disziplinen. Ihre vorläufig besten Ergebnisse erzielte sie mit den Rängen fünf in der Kombination von Seefeld und vier auf der Buckelpiste am Mount Norquay. In der Saison 1981/82 konzentrierte sie sich auf Moguls und Ballett und konnte im Februar auf der Sella Nevea ihren ersten Weltcupsieg feiern. Im Winter darauf startete sie erstmals ausschließlich auf der Buckelpiste und erreichte mit zwei weiteren Siegen Rang zwei der Disziplinenwertung hinter ihrer Landsfrau Hayley Wolff. Nach Rückfall auf Disziplinenrang vier in der kommenden Saison gelang ihr mit vier Saisonsiegen 1984/85 erstmals der Gewinn der Moguls-Wertung. Mit drei weiteren Siegen konnte sie diesen Titel ein Jahr später erfolgreich verteidigen. Bei den ersten Weltmeisterschaften in Tignes gewann sie außerdem die Goldmedaille vor ihrer starken Teamkollegin Wolff. Danach zog sich Tiampo aus dem Weltcup zurück und startete ab 1988/89 erfolgreich auf der Pro-Tour.
Mary Jo Tiampo war ab Juni 1986 mit ihrem schwedischen Freestyle-Kollegen Henrik Oskarsson verheiratet. Das Paar hat drei Söhne. Oskarsson wurde am 24. Februar 2002 in den Schweizer Alpen von einer Lawine verschüttet und starb am darauffolgenden Tag im Spital von Sion. Tiampo führt einen Geschenkeladen in ihrer Heimatstadt Boulder, Colorado.

## Erfolge

### Weltmeisterschaften
- Tignes 1986: 1. Moguls

### Weltcupwertungen
| Saison  | Gesamt | Gesamt | Moguls | Moguls | Kombination | Kombination |
| Saison  | Platz  | Punkte | Platz  | Punkte | Platz       | Punkte      |
| ------- | ------ | ------ | ------ | ------ | ----------- | ----------- |
| 1981    | 19.    | 9      | 11.    | 7      | 9.          | 2           |
| 1982    | 15.    | 30     | 4.     | 30     | –           | –           |
| 1983    | 10.    | 12     | 2.     | 46     | –           | –           |
| 1984    | 15.    | 10     | 4.     | 62     | –           | –           |
| 1984/85 | 8.     | 11     | 1.     | 79     | –           | –           |
| 1985/86 | 7.     | 12     | 1.     | 46     | –           | –           |

### Weltcupsiege
Tiampo errang im Weltcup 22 Podestplätze, davon 11 Siege:
| Datum            | Ort          | Land        | Disziplin |
| ---------------- | ------------ | ----------- | --------- |
| 26. Februar 1982 | Sella Nevea  | Italien     | Moguls    |
| 4. Januar 1983   | Mariazell    | Österreich  | Moguls    |
| 18. März 1983    | Angel Fire   | USA         | Moguls    |
| 27. Februar 1984 | Göstling     | Österreich  | Moguls    |
| 3. Februar 1985  | Pra-Loup     | Frankreich  | Moguls    |
| 2. März 1985     | Oberjoch     | Deutschland | Moguls    |
| 7. März 1985     | Mariazell    | Österreich  | Moguls    |
| 24. März 1985    | Sälen        | Schweden    | Moguls    |
| 11. Januar 1986  | Mont Gabriel | Kanada      | Moguls    |
| 1. März 1986     | Oberjoch     | Deutschland | Moguls    |
| 7. März 1986     | Voss         | Norwegen    | Moguls    |

### Weitere Erfolge
- 1986: U.S. Freestyle Skier of the Year (Ski Racing Magazine)[5]
- mehrere Siege auf der Pro Moguls Tour ab 1988